# Acanthametropus pecatonica
Acanthametropus pecatonica is een haft uit de familie Acanthametropodidae. De wetenschappelijke naam van de soort is voor het eerst geldig gepubliceerd in 1953 door Burks. De soort staat op de Rode Lijst van de IUCN als uitgestorven.
De soort kwam voor in de Verenigde Staten.